# ATP Challenger Vicenza
Das ATP Challenger Vicenza (offizieller Name: Internazionali di Tennis Città di Vicenza) ist ein seit 2014 jährlich stattfindendes Tennisturnier in Vicenza, Italien. Es ist Teil der ATP Challenger Tour und wird im Freien auf Sand ausgetragen.

## Siegerliste

### Einzel
| Jahr                | Sieger               | Finalgegner       | Ergebnis       |
| ------------------- | -------------------- | ----------------- | -------------- |
| 2025                | Tseng Chun-hsin (2)  | Lukas Neumayer    | 6:3, 6:4       |
| 2024                | Tseng Chun-hsin (1)  | Marco Trungelliti | 6:3, 6:2       |
| 2023                | Francisco Comesaña   | Pablo Llamas Ruiz | 3:6, 6:2, 6:2  |
| 2022                | Andrea Pellegrino    | Andrea Collarini  | 6:1, 6:4       |
| 2020–2021: abgesagt |                      |                   |                |
| 2019                | Alessandro Giannessi | Filippo Baldi     | 7:5, 6:2       |
| 2018                | Hugo Dellien         | Matteo Donati     | 6:4, 5:7, 6:4  |
| 2017                | Márton Fucsovics     | Laslo Đere        | 4:6, 7:67, 6:2 |
| 2016                | Guido Andreozzi      | Pere Riba         | 6:0 aufgg.     |
| 2015                | Íñigo Cervantes      | John Millman      | 6:4, 6:2       |
| 2014                | Filip Krajinović     | Norbert Gombos    | 6:4, 6:4       |

### Doppel
| Jahr                | Sieger                                         | Finalgegner                            | Ergebnis  |
| ------------------- | ---------------------------------------------- | -------------------------------------- | --------- |
| 2025                | Federico Bondioli Stefano Travaglia            | August Holmgren Johannes Ingildsen     | 6:2, 6:1  |
| 2024                | Wladyslaw Manafow Patrik Niklas-Salminen       | Andre Begemann Niki Kaliyanda Poonacha | 6:3, 6:4  |
| 2023                | Anirudh Chandrasekar N. Vijay Sundar Prashanth | Fernando Romboli Marcelo Zormann       | 6:3, 6:2  |
| 2022                | Francisco Comesaña Luciano Darderi             | Matteo Gigante Francesco Passaro       | 6:3, 7:64 |
| 2020–2021: abgesagt |                                                |                                        |           |
| 2019                | Gonçalo Oliveira Andrej Wassileuski            | Fabrício Neis Fernando Romboli         | 6:3, 6:4  |
| 2018                | Ariel Behar Enrique López Pérez                | Facundo Bagnis Fabrício Neis           | 6:2, 6:4  |
| 2017                | Gero Kretschmer Alexander Satschko             | Sekou Bangoura Sam Weissborn           | 6:4, 7:64 |
| 2016                | Andrei Golubew Nikola Mektić                   | Gastão Elias Fabrício Neis             | 6:3, 6:3  |
| 2015                | Facundo Bagnis Guido Pella                     | Salvatore Caruso Federico Gaio         | 6:2, 6:4  |
| 2014                | Andrej Martin Igor Zelenay                     | Błażej Koniusz Mateusz Kowalczyk       | 6:1, 7:5  |